# Aidano (nome)
Aidano  è un nome proprio di persona italiano maschile.

## Varianti
- Femminili: Aidana[2]
  - Ipocoristici: Aida

### Varianti in altre lingue
Lingue antiche
- Anglosassone: Aeðan[3], Æthan[3]
- Gaelico: Áedán[3][4][5], Aodhán[3]
  - Femminili: Áednat[3], Aodhnait[3]

- Gallese medio: Aidan[3], Aedan[3]
  - Forme anglicizzate: Aythan[3]
- Latino: Aidanus[1][3], Ægdanus[3]

Lingue moderne
- Gallese: Aeddan[5]
- Inglese: Aidan[3][4][5], Aiden[4][5], Aydan[4][5], Ayden[4][5], Adan[5], Aden[4], Aaden[5]
- Francese: Aidan

- Irlandese: Aodhán[4][5], Aidan[4], Edan[4]
  - Femminili: Aodhnait[3][6], Aidnata[3]
  - Forme anglicizzate femminile: Enat[3][6], Ena[3][6], Eny[3][6]
- Scozzese: Aodhán[4], Aidan[4], Edan[4]

## Origine e diffusione
È un adattamento italiano, di scarsissima diffusione, del nome inglese Aidan, a sua volta dall'irlandese Aodhán, un diminutivo del nome Aodh.
Il nome Aodhán, più anticamente Áedán, venne portato da svariati personaggi della mitologia irlandese, nonché da un paio di santi, ed era piuttosto comune in epoca altomedievale. Cominciò a rarificarsi intorno al X secolo. Al di fuori dell'Irlanda, invece, storicamente il suo uso fu sempre scarso, anche se sono attestati i suoi adattamenti in altre lingue parlate in Gran Bretagna.
L'antica forma femminile Áednat (più tardi Aodhnait) era portata da una santa di cui si hanno poche informazioni. Non è chiaro se fosse realmente usata in Irlanda in epoca medievale, ma lo era nel XIX secolo.
Nel XIX o nel XX secolo, in ambienti anglofoni la moda di attribuire nomi celtici ha riportato in voga il nome. Negli Stati Uniti si è diffuso nel XX secolo grazie al suo suono piacevole, in particolare per la terminazione in -aden comune anche ad altri nomi quali Hayden, Jaden e Braden.

## Onomastico
L'onomastico si festeggia il 31 agosto, in memoria di sant'Aidano, vescovo di Lindisfarne. Un altro santo con questo nome è sant'Aidano (Máedóc), vescovo di Ferns, ricordato il 31 gennaio.

## Persone

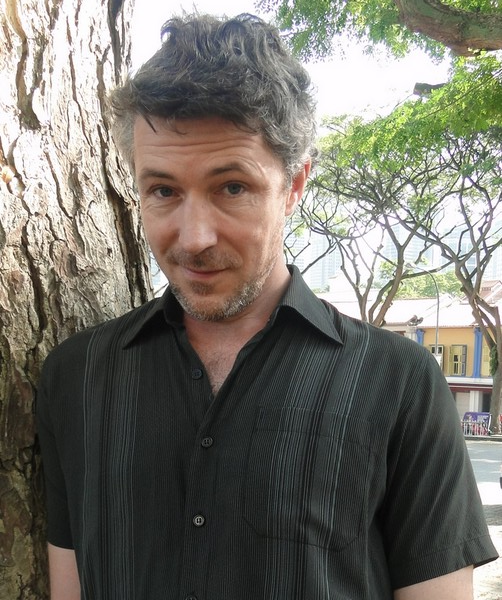
Aidan Gillen

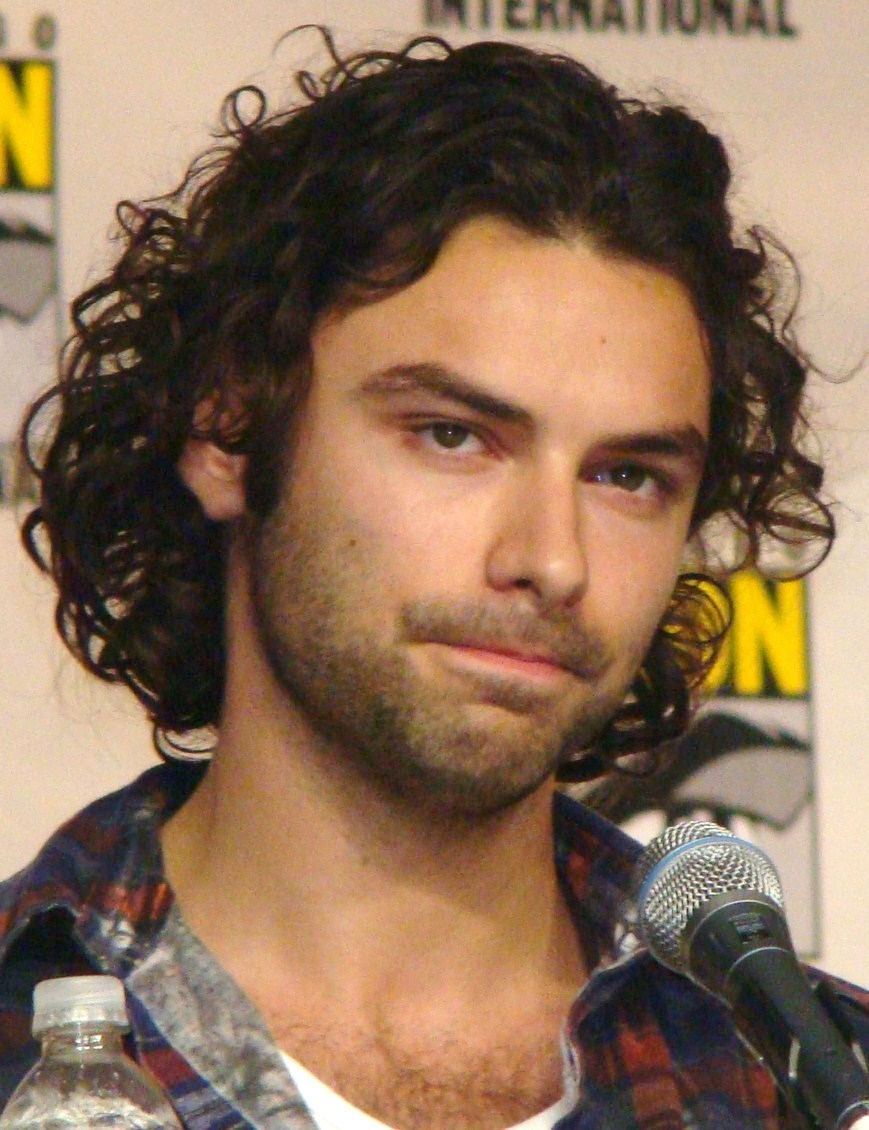
Aidan Turner

- Aidano di Lindisfarne, vescovo, missionario e santo britannico

### Variante Aidan
- Aidan Chambers, scrittore britannico
- Aidan Dodson, egittologo britannico
- Aidan Gallagher attore statunitense
- Aidan Gillen, attore irlandese
- Aidan Lynch, calciatore irlandese
- Aidan McQueen, calciatore scozzese
- Aidan Moffat, cantante e musicista scozzese
- Aidan O'Kane, calciatore nordirlandese
- Aidan Quinn, attore statunitense
- Aidan Turner, attore irlandese
- Aidan Zammit, musicista, compositore e arrangiatore maltese naturalizzato italiano
- Aidan Zingel, pallavolista australiano

### Variante Aiden
- Aiden McGeady, calciatore irlandese
- Aiden Shaw, pornoattore, scrittore e modello britannico

## Il nome nelle arti
- Aidan Bok è un personaggio dell'universo di Guerre stellari.
- Aiden Ford è un personaggio della serie televisiva Stargate Atlantis.
- Aiden Lucas è un personaggio della serie televisiva Ghost Whisperer - Presenze.
- Aidan Keller è un personaggio dei film The Ring e The Ring 2.
- Aiden Perenolde è un personaggio dell'universo di Warcraft.
- Aidan Shaw è un personaggio della serie televisiva Sex and the City.
- Aiden Froste è un personaggio dell'Anime Inazuma Eleven.